# Liste der Deutschen Inline-Speedskating-Meisterschaften
Die Inline-Speedskating-Deutschen Meisterschaften sind jährlich, an verschiedenen Orten ausgetragene, nationale Meisterschaften. Die deutschen Meisterschaften werden von der Inline-Speedskating-Abteilung des Deutschen Rollsport und Inline-Verbands – DRIV vergeben und überwacht. Die allgemeinen deutschen Meisterschaften sind Bahnwettkämpfe, bei denen der Wettkampfkurs jährlich zwischen einem Bahn- und einem Straßen-Kurs gewechselt wird. Aktuell gibt es sechs Einzelstrecken- sowie die Staffel-Entscheidung. Die seit 1996 ausgetragenen Langstreckenrennen werden auf einem Stadtkurs ausgetragen, deren Länge mindestens ein Fünftel der Gesamtstrecke betragen muss. Seit 1996 gibt es Marathon- (MA), seit 1998 Halbmarathon- (HM) und seit 2001 Doppelmarathon-Entscheidungen (DM) auf der Straße. 2006 wurde erstmals ein Teamzeitfahrmeister ermittelt. Unter Deutsche Meisterschaften/Medaillen ist eine Liste der gewonnenen Medaillen je Sportler und je Verein von 1997 bis einschließlich 2008 aufgeführt.

## Deutsche Meisterschaften 1997
Die Deutschen Bahn-Meisterschaften im Inline-Speedskating wurden in Homburg und die Langstrecken-Meisterschaften in München (MA) ausgetragen.

### Frauen
| Distanz              | Gold                                             | Silber                                   | Bronze                                              |
| Bahn                 | Bahn                                             | Bahn                                     | Bahn                                                |
| -------------------- | ------------------------------------------------ | ---------------------------------------- | --------------------------------------------------- |
| 0300 m Einzelsprint  | Oona Diezel SV Blau-Gelb Groß-Gerau              | Anne Titze SV Blau-Gelb Groß-Gerau       | Melanie Knopf TS Bayreuth                           |
| 0500 m Sprint        | Kathrin Mayer TS Bayreuth                        | Melanie Knopf TS Bayreuth                | Kerstin Sacré ERC Homburg                           |
| 01000 m Sprint       | Kathrin Mayer TS Bayreuth                        | Anne Titze SV Blau-Gelb Groß-Gerau       | Oona Diezel SV Blau-Gelb Groß-Gerau                 |
| 03000 m Massenstart  | Kathrin Mayer TS Bayreuth                        | Anne Titze SV Blau-Gelb Groß-Gerau       | Kerstin Sacré ERC Homburg                           |
| 05000 m Punkte       | Anne Titze SV Blau-Gelb Groß-Gerau               | Michaela Heinz TS Bayreuth               | Kathrin Mayer TS Bayreuth                           |
| 10000 m Ausscheidung | Anne Titze SV Blau-Gelb Groß-Gerau               | Kathrin Mayer TS Bayreuth                | Michaela Heinz TS Bayreuth                          |
| 05000 m Staffel      | SV Blau-Gelb Groß-Gerau I Oona Diezel Anne Titze | TS Bayreuth Michaela Heinz Melanie Knopf | RSV Blau-Weiß Gera I Evelyn Kalbe Nadine Ganzenberg |
| Langstrecke          |                                                  |                                          |                                                     |
| 42195 m Marathon     | Anne Titze SV Blau-Gelb Groß-Gerau               | Kerstin Sacré ERC Homburg                | Nadien Ganzenberg RSV Blau-Weiß Gera                |

### Männer
| Distanz              | Gold                                                               | Silber                                          | Bronze                                                 |
| Bahn                 | Bahn                                                               | Bahn                                            | Bahn                                                   |
| -------------------- | ------------------------------------------------------------------ | ----------------------------------------------- | ------------------------------------------------------ |
| 0300 m Einzelsprint  | Dirk Breder CJD Homburg                                            | Christoph Zschätzsch SV Blau-Gelb Groß-Gerau    | Ralf Göthling ERSG Darmstadt                           |
| 0500 m Sprint        | Dirk Breder CJD Homburg                                            | Christoph Zschätzsch SV Blau-Gelb Groß-Gerau    | Ralf Göthling ERSG Darmstadt                           |
| 01500 m Sprint       | Ralf Göthling ERSG Darmstadt                                       | Benjamin Zschätzsch SV Blau-Gelb Groß-Gerau     | Christoph Zschätzsch SV Blau-Gelb Groß-Gerau           |
| 05000 m Massenstart  | Christoph Zschätzsch SV Blau-Gelb Groß-Gerau                       | Dirk Breder CJD Homburg                         | Ralf Göthling ERSG Darmstadt                           |
| 10000 m Punkte       | Benjamin Zschätzsch SV Blau-Gelb Groß-Gerau                        | Christoph Zschätzsch SV Blau-Gelb Groß-Gerau    | Dirk Breder CJD Homburg                                |
| 20000 m Ausscheidung | Dirk Breder CJD Homburg                                            | Ralf Göthling ERSG Darmstadt                    | Christoph Zschätzsch SV Blau-Gelb Groß-Gerau           |
| 10000 m Staffel      | SV Blau-Gelb Groß-Gerau I Benjamin Zschätzsch Christoph Zschätzsch | RSV Blau-Weiß Gera I Thomas Lätsch Marcel Mende | SV Blau-Gelb Groß-Gerau II Tobias Heinze Thorn Surakul |
| Langstrecke          |                                                                    |                                                 |                                                        |
| 42195 m Marathon     | Dirk Breder CJD Homburg                                            | Ralf Göthling ERSG Darmstadt                    | Sebastian Baumgartner SV Blau-Gelb Groß-Gerau          |

## Deutsche Meisterschaften 1998
Die Deutschen Straßen-Meisterschaften im Inline-Speedskating wurden in München (wegen schlechten Wetters ausgefallene Läufe wurden in Gera nachgeholt), die Langstrecken-Meisterschaften in Zweibrücken (HM) und Flensburg (MA) ausgetragen.

### Frauen
| Distanz                | Gold                                         | Silber                                         | Bronze                                                    |
| Straße (München)       | Straße (München)                             | Straße (München)                               | Straße (München)                                          |
| ---------------------- | -------------------------------------------- | ---------------------------------------------- | --------------------------------------------------------- |
| 0300 m Einzelsprint    | Oona Diezel SV Blau-Gelb Groß-Gerau          | Melanie Knopf TS Bayreuth                      | Evelyn Kalbe SV Blau-Gelb Groß-Gerau                      |
| 0500 m Sprint          | Oona Diezel SV Blau-Gelb Groß-Gerau          | Melanie Knopf TS Bayreuth                      | Anne Titze SV Blau-Gelb Groß-Gerau                        |
| 01000 m Sprint         | Oona Diezel SV Blau-Gelb Groß-Gerau          | Grit Lange RSV Blau-Weiß Gera                  | Evelyn Kalbe SV Blau-Gelb Groß-Gerau                      |
| 10000 m Ausscheidung   | Grit Lange RSV Blau-Weiß Gera                | Anne Titze SV Blau-Gelb Groß-Gerau             | Evelyn Kalbe SV Blau-Gelb Groß-Gerau                      |
| Straße (Gera)          |                                              |                                                |                                                           |
| 03000 m Massenstart    | Oona Diezel SV Blau-Gelb Groß-Gerau          | Evelyn Kalbe SV Blau-Gelb Groß-Gerau           | Melanie Knopf TS Bayreuth                                 |
| 05000 m Punkte         | Evelyn Kalbe SV Blau-Gelb Groß-Gerau         | Grit Lange RSV Blau-Weiß Gera                  | Melanie Knopf TS Bayreuth                                 |
| 05000 m Staffel        | RSV Blau-Weiß Gera I Grit Lange Evelyn Kalbe | RSV Blau-Weiß Gera II Carolin Grau Ines Kreber | Berliner TSC Tina Pechardscheck Doreen Gohlke             |
| Langstrecke            |                                              |                                                |                                                           |
| 21097,5 m Halbmarathon | Grit Lange RSV Blau-Weiß Gera                | Evelyn Kalbe SV Blau-Gelb Groß-Gerau           | Kerstin Sacré ERC Homburg Tina Pechardscheck Berliner TSC |
| 42195 m Marathon       | Evelyn Kalbe RSV Blau-Weiß Gera              | Tina Pechardscheck Berliner TSC                | Kerstin Sacré ERC Homburg                                 |

### Männer
| Distanz                | Gold                                                               | Silber                                                    | Bronze                                        |
| Straße (München)       | Straße (München)                                                   | Straße (München)                                          | Straße (München)                              |
| ---------------------- | ------------------------------------------------------------------ | --------------------------------------------------------- | --------------------------------------------- |
| 0300 m Einzelsprint    | Dirk Breder CJD Homburg                                            | Christoph Zschätzsch SV Blau-Gelb Groß-Gerau              | Christian Reiser SV Blau-Gelb Groß-Gerau      |
| 0500 m Sprint          | Christoph Zschätzsch SV Blau-Gelb Groß-Gerau                       | Dirk Breder CJD Homburg                                   | Ralf Göthling SV Blau-Gelb Groß-Gerau         |
| 01500 m Sprint         | Christoph Zschätzsch SV Blau-Gelb Groß-Gerau                       | Ralf Göthling SV Blau-Gelb Groß-Gerau                     | Benjamin Zschätzsch SV Blau-Gelb Groß-Gerau   |
| 20000 m Ausscheidung   | Christoph Zschätzsch SV Blau-Gelb Groß-Gerau                       | Benjamin Zschätzsch SV Blau-Gelb Groß-Gerau               | Dirk Breder CJD Homburg                       |
| Straße (Gera)          |                                                                    |                                                           |                                               |
| 05000 m Massenstart    | Benjamin Zschätzsch SV Blau-Gelb Groß-Gerau                        | Christoph Zschätzsch SV Blau-Gelb Groß-Gerau              | Ralf Göthling SV Blau-Gelb Groß-Gerau         |
| 10000 m Punkte         | Christoph Zschätzsch SV Blau-Gelb Groß-Gerau                       | Benjamin Zschätzsch SV Blau-Gelb Groß-Gerau               | Ralf Göthling SV Blau-Gelb Groß-Gerau         |
| 10000 m Staffel        | SV Blau-Gelb Groß-Gerau I Benjamin Zschätzsch Christoph Zschätzsch | SV Blau-Gelb Groß-Gerau II Tobias Heinze Christian Reiser | ERSG Darmstadt Ralf Göthling Sebastian Müller |
| Langstrecke            |                                                                    |                                                           |                                               |
| 21097,5 m Halbmarathon | Christoph Zschätzsch SV Blau-Gelb Groß-Gerau                       | Dirk Breder CJD Homburg                                   | Benjamin Zschätzsch SV Blau-Gelb Groß-Gerau   |
| 42195 m Marathon       | Dirk Breder CJD Homburg                                            | Christoph Zschätzsch SV Blau-Gelb Groß-Gerau              | Ralf Göthling ERSG Darmstadt                  |

## Deutsche Meisterschaften 1999
Die Deutschen Bahn-Meisterschaften im Inline-Speedskating wurden in Groß-Gerau, die Sprint-Meisterschaften in Marktoberdorf, die Langstrecken-Meisterschaften in Regensburg (HM) und Hamburg (MA) ausgetragen.

### Frauen
| Distanz                | Gold                                         | Silber                                  | Bronze                                         |
| Sprint                 | Sprint                                       | Sprint                                  | Sprint                                         |
| ---------------------- | -------------------------------------------- | --------------------------------------- | ---------------------------------------------- |
| 0300 m Einzelsprint    | Melanie Knopf TS Bayreuth                    | Oona Diezel SV Blau-Gelb Groß-Gerau     | Kathrin Mayer TS Bayreuth                      |
| 0500 m Sprint          | Melanie Knopf TS Bayreuth                    | Oona Diezel SV Blau-Gelb Groß-Gerau     | Kathrin Mayer TS Bayreuth                      |
| 01000 m Sprint         | Kathrin Mayer TS Bayreuth                    | Melanie Knopf TS Bayreuth               | Oona Diezel SV Blau-Gelb Groß-Gerau            |
| Bahn                   |                                              |                                         |                                                |
| 03000 m Massenstart    | Kathrin Mayer TS Bayreuth                    | Evelyn Kalbe RSV Blau-Weiß Gera         | Anne Titze SV Blau-Gelb Groß-Gerau             |
| 05000 m Punkte         | Kathrin Mayer TS Bayreuth                    | Evelyn Kalbe RSV Blau-Weiß Gera         | Anne Titze SV Blau-Gelb Groß-Gerau             |
| 10000 m Ausscheidung   | Evelyn Kalbe RSV Blau-Weiß Gera              | Anne Titze SV Blau-Gelb Groß-Gerau      | Kathrin Mayer TS Bayreuth                      |
| 05000 m Staffel        | RSV Blau-Weiß Gera Carolin Grau Evelyn Kalbe | TS Bayreuth Melanie Knopf Kathrin Mayer | SV Blau-Gelb Groß-Gerau Oona Diezel Anne Titze |
| Langstrecke            |                                              |                                         |                                                |
| 21097,5 m Halbmarathon | Dorothee Schaupp ERSG Darmstadt              | Melanie Bayrhof Skate Club Allgäu       | Antonija Macan ERSG Darmstadt                  |
| 42195 m Marathon       | Anne Titze SV Blau-Gelb Groß-Gerau           | Kathrin Mayer TS Bayreuth               | Katharina Berg RSV Blau-Weiß Gera              |

### Männer
| Distanz                | Gold                                                             | Silber                                            | Bronze                                       |
| Sprint                 | Sprint                                                           | Sprint                                            | Sprint                                       |
| ---------------------- | ---------------------------------------------------------------- | ------------------------------------------------- | -------------------------------------------- |
| 0300 m Einzelsprint    | André Unterdörfel Berliner TSC                                   | Daniel Zschätzsch SV Blau-Gelb Groß-Gerau         | Christoph Zschätzsch SV Blau-Gelb Groß-Gerau |
| 0500 m Sprint          | André Unterdörfel Berliner TSC                                   | Christoph Zschätzsch SV Blau-Gelb Groß-Gerau      | Marco Keßler RSV Blau-Weiß Gera              |
| 01500 m Sprint         | Benjamin Zschätzsch SV Blau-Gelb Groß-Gerau                      | Christoph Zschätzsch SV Blau-Gelb Groß-Gerau      | André Unterdörfel Berliner TSC               |
| Bahn                   |                                                                  |                                                   |                                              |
| 05000 m Massenstart    | Christoph Zschätzsch SV Blau-Gelb Groß-Gerau                     | Benjamin Zschätzsch SV Blau-Gelb Groß-Gerau       | André Unterdörfel Berliner TSC               |
| 10000 m Punkte         | Christoph Zschätzsch SV Blau-Gelb Groß-Gerau                     | Benjamin Zschätzsch SV Blau-Gelb Groß-Gerau       | Thomas Dietzold RSV Blau-Weiß Gera           |
| 20000 m Ausscheidung   | Benjamin Zschätzsch SV Blau-Gelb Groß-Gerau                      | Christoph Zschätzsch SV Blau-Gelb Groß-Gerau      | Ralf Göthling ERSG Darmstadt                 |
| 10000 m Staffel        | SV Blau-Gelb Groß-Gerau Benjamin Zschätzsch Christoph Zschätzsch | RSV Blau-Weiß Gera I Thomas Dietzold Marco Keßler | ERSG Darmstadt Ralf Göthling Marcel Hild     |
| Langstrecke            |                                                                  |                                                   |                                              |
| 21097,5 m Halbmarathon | Christoph Zschätzsch SV Blau-Gelb Groß-Gerau                     | Benjamin Zschätzsch SV Blau-Gelb Groß-Gerau       | Nico Wieduwilt RSV Blau-Weiß Gera            |
| 42195 m Marathon       | Christoph Zschätzsch SV Blau-Gelb Groß-Gerau                     | Dirk Breder CJD Homburg                           | Ralf Göthling ERSG Darmstadt                 |

## Deutsche Meisterschaften 2000
Die Deutschen Straßen-Meisterschaften im Inline-Speedskating wurden in Groß-Gerau und die Langstrecken-Meisterschaften in Ronneburg (HM).

### Frauen
| Distanz                | Gold                                             | Silber                                  | Bronze                                         |
| Straße                 | Straße                                           | Straße                                  | Straße                                         |
| ---------------------- | ------------------------------------------------ | --------------------------------------- | ---------------------------------------------- |
| 0300 m Einzelsprint    | Oona Diezel SV Blau-Gelb Groß-Gerau              | Melanie Knopf TS Bayreuth               | Evelyn Kalbe RSV Blau-Weiß Gera                |
| 0500 m Sprint          | Anne Titze SV Blau-Gelb Groß-Gerau               | Melanie Knopf TS Bayreuth               | Evelyn Kalbe RSV Blau-Weiß Gera                |
| 01000 m Sprint         | Anne Titze SV Blau-Gelb Groß-Gerau               | Melanie Knopf TS Bayreuth               | Dorothee Schaupp ERSG Darmstadt                |
| 03000 m Massenstart    | Melanie Knopf TS Bayreuth                        | Kathrin Mayer TS Bayreuth               | Anne Titze SV Blau-Gelb Groß-Gerau             |
| 05000 m Punkte         | Evelyn Kalbe RSV Blau-Weiß Gera                  | Nina Spilger SV Blau-Gelb Groß-Gerau    | Melanie Bayrhof Skate Club Allgäu              |
| 10000 m Ausscheidung   | Evelyn Kalbe RSV Blau-Weiß Gera                  | Anne Titze SV Blau-Gelb Groß-Gerau      | Antonija Macan ERSG Darmstadt                  |
| 05000 m Staffel        | SV Blau-Gelb Groß-Gerau I Oona Diezel Anne Titze | TS Bayreuth Melanie Knopf Kathrin Mayer | RSV Blau-Weiß Gera I Evelyn Kalbe Carolin Grau |
| Langstrecke            |                                                  |                                         |                                                |
| 21097,5 m Halbmarathon | Anne Titze SV Blau-Gelb Groß-Gerau               | Evelyn Kalbe RSV Blau-Weiß Gera         | Dorothee Schaupp ERSG Darmstadt                |

### Männer
| Distanz                | Gold                                                             | Silber                                                       | Bronze                                        |
| Straße                 | Straße                                                           | Straße                                                       | Straße                                        |
| ---------------------- | ---------------------------------------------------------------- | ------------------------------------------------------------ | --------------------------------------------- |
| 0300 m Einzelsprint    | André Unterdörfel Berliner TSC                                   | Dirk Breder CJD Homburg                                      | Daniel Zschätzsch SV Blau-Gelb Groß-Gerau     |
| 0500 m Sprint          | Daniel Zschätzsch SV Blau-Gelb Groß-Gerau                        | Benjamin Zschätzsch SV Blau-Gelb Groß-Gerau                  | Christoph Zschätzsch SV Blau-Gelb Groß-Gerau  |
| 01500 m Sprint         | Christoph Zschätzsch SV Blau-Gelb Groß-Gerau                     | Benjamin Zschätzsch SV Blau-Gelb Groß-Gerau                  | Daniel Zschätzsch SV Blau-Gelb Groß-Gerau     |
| 05000 m Massenstart    | Benjamin Zschätzsch SV Blau-Gelb Groß-Gerau                      | Daniel Zschätzsch SV Blau-Gelb Groß-Gerau                    | Christoph Zschätzsch SV Blau-Gelb Groß-Gerau  |
| 10000 m Punkte         | Christoph Zschätzsch SV Blau-Gelb Groß-Gerau                     | Benjamin Zschätzsch SV Blau-Gelb Groß-Gerau                  | Ralf Göthling ERSG Darmstadt                  |
| 20000 m Ausscheidung   | Benjamin Zschätzsch SV Blau-Gelb Groß-Gerau                      | Christoph Zschätzsch SV Blau-Gelb Groß-Gerau                 | Daniel Zschätzsch SV Blau-Gelb Groß-Gerau     |
| 10000 m Staffel        | SV Blau-Gelb Groß-Gerau I Christoph Zschätzsch Daniel Zschätzsch | SV Blau-Gelb Groß-Gerau II Benjamin Zschätzsch Carsten Stang | ERSG Darmstadt Ralf Göthling Sebastian Müller |
| Langstrecke            |                                                                  |                                                              |                                               |
| 21097,5 m Halbmarathon | Benjamin Zschätzsch SV Blau-Gelb Groß-Gerau                      | Christoph Zschätzsch SV Blau-Gelb Groß-Gerau                 | Daniel Zschätzsch SV Blau-Gelb Groß-Gerau     |

## Deutsche Meisterschaften 2001
Die Deutschen Bahn-Meisterschaften im Inline-Speedskating wurden in Berlin, die Langstrecken-Meisterschaften in Tuttlingen (HM), Großenhain (MA) und Prezelle (DM) ausgetragen.

### Frauen
| Distanz                | Gold                                             | Silber                                          | Bronze                                              |
| Bahn                   | Bahn                                             | Bahn                                            | Bahn                                                |
| ---------------------- | ------------------------------------------------ | ----------------------------------------------- | --------------------------------------------------- |
| 0300 m Einzelsprint    | Kristin Jorzik RSV Blau-Weiß Gera                | Melanie Knopf TS Bayreuth                       | Oona Diezel SV Blau-Gelb Groß-Gerau                 |
| 0500 m Sprint          | Kristin Jorzik RSV Blau-Weiß Gera                | Anna Lisa Bischoping SV Blau-Gelb Groß-Gerau    | Evelyn Kalbe SV Blau-Gelb Groß-Gerau                |
| 01000 m Sprint         | Melanie Knopf TS Bayreuth                        | Evelyn Kalbe SV Blau-Gelb Groß-Gerau            | Nina Spilger SV Blau-Gelb Groß-Gerau                |
| 03000 m Massenstart    | Dennise Keßler RSV Blau-Weiß Gera                | Anne Titze-Göhl SV Blau-Gelb Groß-Gerau         | Melanie Knopf TS Bayreuth                           |
| 05000 m Punkte         | Evelyn Kalbe SV Blau-Gelb Groß-Gerau             | Michaela Neuling RSV Blau-Weiß Gera             | Nina Spilger SV Blau-Gelb Groß-Gerau                |
| 10000 m Ausscheidung   | Nina Spilger SV Blau-Gelb Groß-Gerau             | Michaela Neuling RSV Blau-Weiß Gera             | Anne Titze-Göhl SV Blau-Gelb Groß-Gerau             |
| 05000 m Staffel        | RSV Blau-Weiß Gera I Carolin Grau Kristin Jorzik | SV Blau-Gelb Groß-Gerau Evelyn Kalbe Anne Titze | SV Preussen Berlin II Jana Gegner Franziska Fechner |
| Langstrecke            |                                                  |                                                 |                                                     |
| 21097,5 m Halbmarathon | Anne Krieg ERC Homburg                           | Friederike Gehring SCC XSpeed Team Berlin       | Anne Titze-Göhl SV Blau-Gelb Groß-Gerau             |
| 42195 m Marathon       | Anne Titze-Göhl SV Blau-Gelb Groß-Gerau          | Evelyn Kalbe SV Blau-Gelb Groß-Gerau            | Michaela Neuling RSV Blau-Weiß Gera                 |
| 84390 m Doppelmarathon | Friederike Gehring SCC XSpeed Team Berlin        | Anne Krieg ERC Homburg                          | Sabine Clas DIV                                     |

### Männer
| Distanz                | Gold                                                              | Silber                                                      | Bronze                                         |
| Bahn                   | Bahn                                                              | Bahn                                                        | Bahn                                           |
| ---------------------- | ----------------------------------------------------------------- | ----------------------------------------------------------- | ---------------------------------------------- |
| 0300 m Einzelsprint    | Tobias Heinze SV Blau-Gelb Groß-Gerau                             | Matthias Schwierz RV Spaichingen                            | Daniel Zschätzsch SV Blau-Gelb Groß-Gerau      |
| 0500 m Sprint          | Daniel Zschätzsch SV Blau-Gelb Groß-Gerau                         | Christoph Zschätzsch SV Blau-Gelb Groß-Gerau                | Marco Keßler RSV Blau-Weiß Gera                |
| 01500 m Sprint         | Benjamin Zschätzsch SV Blau-Gelb Groß-Gerau                       | Tobias Heinze SV Blau-Gelb Groß-Gerau                       | Christoph Zschätzsch SV Blau-Gelb Groß-Gerau   |
| 05000 m Massenstart    | Christoph Zschätzsch SV Blau-Gelb Groß-Gerau                      | Daniel Zschätzsch SV Blau-Gelb Groß-Gerau                   | Benjamin Zschätzsch SV Blau-Gelb Groß-Gerau    |
| 10000 m Punkte         | Benjamin Zschätzsch SV Blau-Gelb Groß-Gerau                       | Christoph Zschätzsch SV Blau-Gelb Groß-Gerau                | Nico Wieduwilt RSV Blau-Weiß Gera              |
| 20000 m Ausscheidung   | Christoph Zschätzsch SV Blau-Gelb Groß-Gerau                      | Daniel Zschätzsch SV Blau-Gelb Groß-Gerau                   | Benjamin Zschätzsch SV Blau-Gelb Groß-Gerau    |
| 10000 m Staffel        | SV Blau-Gelb Groß-Gerau II Christoph Zschätzsch Daniel Zschätzsch | SV Blau-Gelb Groß-Gerau I Benjamin Zschätzsch Tobias Heinze | RSV Blau-Weiß Gera Nico Wieduwilt Marco Keßler |
| Langstrecke            |                                                                   |                                                             |                                                |
| 21097,5 m Halbmarathon | Dirk Breder CJD Homburg                                           | Ralf Göthling ERSG Darmstadt                                | Tobias Heinze SV Blau-Gelb Groß-Gerau          |
| 42195 m Marathon       | Benjamin Zschätzsch SV Blau-Gelb Groß-Gerau                       | Christoph Zschätzsch SV Blau-Gelb Groß-Gerau                | Dirk Breder CJD Homburg                        |
| 84390 m Doppelmarathon | Tilo Bock EVD Dresden                                             | Björn Oltmer SCC XSpeed Team Berlin                         | Nico Wieduwilt RSV Blau-Weiß Gera              |

## Deutsche Meisterschaften 2002
Die Deutschen Straßen-Meisterschaften im Inline-Speedskating wurden in Zweibrücken, die Langstrecken-Meisterschaften in Wesseling (HM), Hannover (MA) und Prezelle (DM) ausgetragen.

### Frauen
| Distanz                | Gold                                                | Silber                                                 | Bronze                                                    |
| Straße                 | Straße                                              | Straße                                                 | Straße                                                    |
| ---------------------- | --------------------------------------------------- | ------------------------------------------------------ | --------------------------------------------------------- |
| 0300 m Einzelsprint    | Oona Diezel SV Blau-Gelb Groß-Gerau                 | Melanie Knopf TS Bayreuth                              | Kristin Jorzik RSV Blau-Weiß Gera                         |
| 0500 m Sprint          | Oona Diezel SV Blau-Gelb Groß-Gerau                 | Dorothee Schaupp ERSG Darmstadt                        | Evelyn Kalbe SV Blau-Gelb Groß-Gerau                      |
| 01000 m Sprint         | Dorothee Schaupp ERSG Darmstadt                     | Jana Gegner Sportclub Berlin                           | Evelyn Kalbe SV Blau-Gelb Groß-Gerau                      |
| 03000 m Massenstart    | Dorothee Schaupp ERSG Darmstadt                     | Michaela Neuling RSV Blau-Weiß Gera                    | Dennise Keßler RSV Blau-Weiß Gera                         |
| 05000 m Punkte         | Dorothee Schaupp ERSG Darmstadt                     | Evelyn Kalbe SV Blau-Gelb Groß-Gerau                   | Sandra Wieduwilt RSV Blau-Weiß Gera                       |
| 10000 m Ausscheidung   | Dorothee Schaupp ERSG Darmstadt                     | Evelyn Kalbe SV Blau-Gelb Groß-Gerau                   | Michaela Neuling RSV Blau-Weiß Gera                       |
| 05000 m Staffel        | SV Blau-Gelb Groß-Gerau II Oona Diezel Evelyn Kalbe | RSV Blau-Weiß Gera I Michaela Neuling Sandra Wieduwilt | SV Blau-Gelb Groß-Gerau I Ann-Kathrin Heinze Nina Spilger |
| Langstrecke            |                                                     |                                                        |                                                           |
| 21097,5 m Halbmarathon | Michaela Neuling RSV Blau-Weiß Gera                 | Evelyn Kalbe SV Blau-Gelb Groß-Gerau                   | Melanie Bayrhof Skate Club Allgäu                         |
| 42195 m Marathon       | Michaela Neuling RSV Blau-Weiß Gera                 | Melanie Bayrhof Skate Club Allgäu                      | Anne Titze-Göhl SV Blau-Gelb Groß-Gerau                   |
| 84390 m Doppelmarathon | Sabine Clas ISC Münster                             | Beate Förster EVD Dresden                              | Yvonne Hommel Skate-Team Celle                            |

### Männer
| Distanz                | Gold                                                            | Silber                                       | Bronze                                           |
| Straße                 | Straße                                                          | Straße                                       | Straße                                           |
| ---------------------- | --------------------------------------------------------------- | -------------------------------------------- | ------------------------------------------------ |
| 0300 m Einzelsprint    | Matthias Schwierz Tuttl. Sportfreunde                           | Sebastian Müller ERSG Darmstadt              | Daniel Zschätzsch SV Blau-Gelb Groß-Gerau        |
| 0500 m Sprint          | Daniel Zschätzsch SV Blau-Gelb Groß-Gerau                       | Benjamin Zschätzsch SV Blau-Gelb Groß-Gerau  | Christoph Zschätzsch SV Blau-Gelb Groß-Gerau     |
| 01500 m Sprint         | Christoph Zschätzsch SV Blau-Gelb Groß-Gerau                    | Benjamin Zschätzsch SV Blau-Gelb Groß-Gerau  | Daniel Zschätzsch SV Blau-Gelb Groß-Gerau        |
| 05000 m Massenstart    | Daniel Zschätzsch SV Blau-Gelb Groß-Gerau                       | Benjamin Zschätzsch SV Blau-Gelb Groß-Gerau  | Christoph Zschätzsch SV Blau-Gelb Groß-Gerau     |
| 10000 m Punkte         | Benjamin Zschätzsch SV Blau-Gelb Groß-Gerau                     | Christoph Zschätzsch SV Blau-Gelb Groß-Gerau | Daniel Zschätzsch SV Blau-Gelb Groß-Gerau        |
| 20000 m Ausscheidung   | Christoph Zschätzsch SV Blau-Gelb Groß-Gerau                    | Benjamin Zschätzsch SV Blau-Gelb Groß-Gerau  | Daniel Zschätzsch SV Blau-Gelb Groß-Gerau        |
| 10000 m Staffel        | SV Blau-Gelb Groß-Gerau I Daniel Zschätzsch Benjamin Zschätzsch | ERSG Darmstadt Martin Matyk Sebastian Müller | RSV Blau-Weiß Gera I Nico Wieduwilt David Hensel |
| Langstrecke            |                                                                 |                                              |                                                  |
| 21097,5 m Halbmarathon | Sebastian Müller ERSG Darmstadt                                 | Nico Wieduwilt RSV Blau-Weiß Gera            | Dirk Breder CJD Homburg                          |
| 42195 m Marathon       | Benjamin Zschätzsch SV Blau-Gelb Groß-Gerau                     | Christoph Zschätzsch SV Blau-Gelb Groß-Gerau | Dirk Breder CJD Homburg                          |
| 84390 m Doppelmarathon | Kai Menze SV Blau-Gelb Groß-Gerau                               | Tilo Bock EVD Dresden                        | David Hensel RSV Blau-Weiß Gera                  |

## Deutsche Meisterschaften 2003
Die Deutschen Bahn-Meisterschaften im Inline-Speedskating wurden in Gera, die Langstrecken-Meisterschaften in Rastatt (HM), Rheine (MA) und Prezelle (DM) ausgetragen.

### Frauen
| Distanz                | Gold                                    | Silber                                                 | Bronze                                                 |
| Bahn                   | Bahn                                    | Bahn                                                   | Bahn                                                   |
| ---------------------- | --------------------------------------- | ------------------------------------------------------ | ------------------------------------------------------ |
| 0300 m Einzelsprint    | Jana Gegner Sportclub Berlin            | Melanie Knopf TS Bayreuth                              | Dennise Keßler RSV Blau-Weiß Gera                      |
| 0500 m Sprint          | Jana Gegner Sportclub Berlin            | Melanie Knopf TS Bayreuth                              | Tina Strüver SV Turbine Halle                          |
| 01000 m Sprint         | Jana Gegner Sportclub Berlin            | Evelyn Kalbe SV Blau-Gelb Groß-Gerau                   | Michaela Neuling RSV Blau-Weiß Gera                    |
| 03000 m Massenstart    | Evelyn Kalbe SV Blau-Gelb Groß-Gerau    | Jana Gegner Sportclub Berlin                           | Dorothee Schaupp ERSG Darmstadt                        |
| 05000 m Punkte         | Evelyn Kalbe SV Blau-Gelb Groß-Gerau    | Sandra Wieduwilt RSV Blau-Weiß Gera                    | Michaela Neuling RSV Blau-Weiß Gera                    |
| 10000 m Ausscheidung   | Michaela Neuling RSV Blau-Weiß Gera     | Sandra Wieduwilt RSV Blau-Weiß Gera                    | Dorothee Schaupp ERSG Darmstadt                        |
| 05000 m Staffel        | TS Bayreuth Melanie Knopf Kathrin Mayer | RSV Blau-Weiß Gera II Dennise Keßler Franziska Neuling | RSV Blau-Weiß Gera I Michaela Neuling Sandra Wieduwilt |
| Langstrecke            |                                         |                                                        |                                                        |
| 21097,5 m Halbmarathon | Evelyn Kalbe SV Blau-Gelb Groß-Gerau    | Michaela Neuling RSV Blau-Weiß Gera                    | Friederike Gehring TSV Bayer 04 Leverkusen             |
| 42195 m Marathon       | Melanie Bayrhof Skate Club Allgäu       | Sandra Wieduwilt RSV Blau-Weiß Gera                    | Evelyn Kalbe SV Blau-Gelb Groß-Gerau                   |
| 84390 m Doppelmarathon | Anne Krieg ERC Homburg                  | Beate Förster EVD Dresden                              | Ann-Kathrin Heinze SV Blau-Gelb Groß-Gerau             |

### Männer
| Distanz                | Gold                                                             | Silber                                                       | Bronze                                       |
| Bahn                   | Bahn                                                             | Bahn                                                         | Bahn                                         |
| ---------------------- | ---------------------------------------------------------------- | ------------------------------------------------------------ | -------------------------------------------- |
| 0300 m Einzelsprint    | Thomas Laetsch RSV Blau-Weiß Gera                                | Matthias Schwierz Tuttl. Sportfreunde                        | Daniel Zschätzsch SV Blau-Gelb Groß-Gerau    |
| 0500 m Sprint          | Matthias Schwierz Tuttl. Sportfreunde                            | Daniel Zschätzsch SV Blau-Gelb Groß-Gerau                    | Benjamin Zschätzsch SV Blau-Gelb Groß-Gerau  |
| 01500 m Sprint         | Daniel Zschätzsch SV Blau-Gelb Groß-Gerau                        | Christoph Zschätzsch SV Blau-Gelb Groß-Gerau                 | Benjamin Zschätzsch SV Blau-Gelb Groß-Gerau  |
| 05000 m Massenstart    | Benjamin Zschätzsch SV Blau-Gelb Groß-Gerau                      | Daniel Zschätzsch SV Blau-Gelb Groß-Gerau                    | Christoph Zschätzsch SV Blau-Gelb Groß-Gerau |
| 10000 m Punkte         | Benjamin Zschätzsch SV Blau-Gelb Groß-Gerau                      | Christoph Zschätzsch SV Blau-Gelb Groß-Gerau                 | Sebastian Müller ERSG Darmstadt              |
| 20000 m Ausscheidung   | Christoph Zschätzsch SV Blau-Gelb Groß-Gerau                     | Benjamin Zschätzsch SV Blau-Gelb Groß-Gerau                  | Nico Wieduwilt RSV Blau-Weiß Gera            |
| 05000 m Staffel        | SV Blau-Gelb Groß-Gerau I Christoph Zschätzsch Daniel Zschätzsch | SV Blau-Gelb Groß-Gerau II Robert Hirsch Benjamin Zschätzsch | ERSG Darmstadt Sebastian Müller Martin Matyk |
| Langstrecke            |                                                                  |                                                              |                                              |
| 21097,5 m Halbmarathon | Benjamin Zschätzsch SV Blau-Gelb Groß-Gerau                      | Dirk Breder CJD Homburg                                      | Nico Wieduwilt RSV Blau-Weiß Gera            |
| 42195 m Marathon       | Daniel Zschätzsch SV Blau-Gelb Groß-Gerau                        | Christoph Zschätzsch SV Blau-Gelb Groß-Gerau                 | Martin Matyk ERSG Darmstadt                  |
| 84390 m Doppelmarathon | Christian Domscheit Gettorfer TV                                 | Robert Hirsch SV Blau-Gelb Groß-Gerau                        | Bernhard Krempl ISC Regensburg               |

## Deutsche Meisterschaften 2004
Die Deutschen Straßen-Meisterschaften im Inline-Speedskating wurden in Groß-Gerau, die Langstrecken-Meisterschaften in Berlin (HM), Einhausen (MA) und Prezelle (DM) ausgetragen.

### Frauen
| Distanz                | Gold                                               | Silber                                     | Bronze                                                             |
| Straße                 | Straße                                             | Straße                                     | Straße                                                             |
| ---------------------- | -------------------------------------------------- | ------------------------------------------ | ------------------------------------------------------------------ |
| 0300 m Einzelsprint    | Jana Gegner Sportclub Berlin                       | Oona Diezel SV Blau-Gelb Groß-Gerau        | Melanie Knopf TS Bayreuth                                          |
| 0500 m Sprint          | Jana Gegner Sportclub Berlin                       | Tina Strüver SV Turbine Halle              | Melanie Knopf TS Bayreuth                                          |
| 01000 m Sprint         | Jana Gegner Sportclub Berlin                       | Michaela Neuling RSV Blau-Weiß Gera        | Dennise Keßler RSV Blau-Weiß Gera                                  |
| 03000 m Massenstart    | Dennise Keßler RSV Blau-Weiß Gera                  | Tina Strüver SV Turbine Halle              | Evelyn Kalbe SV Blau-Gelb Groß-Gerau                               |
| 05000 m Punkte         | Jana Gegner Sportclub Berlin                       | Michaela Neuling RSV Blau-Weiß Gera        | Tina Strüver SV Turbine Halle                                      |
| 10000 m Ausscheidung   | Tina Strüver SV Turbine Halle                      | Michaela Neuling RSV Blau-Weiß Gera        | Dennise Keßler RSV Blau-Weiß Gera                                  |
| 05000 m Staffel        | RSV Blau-Weiß Gera II Dennise Keßler Sissy Schmidt | RSG Michelstadt Bettina Müller Tabea Kobs  | RSV Blau-Weiß Gera I Michaela Neuling Sandra Wieduwilt             |
| Langstrecke            |                                                    |                                            |                                                                    |
| 21097,5 m Halbmarathon | Friederike Gehring TSV Bayer 04 Leverkusen         | Sandra Wieduwilt RSV Blau-Weiß Gera        | Melanie Knopf TS Bayreuth                                          |
| 42195 m Marathon       | Michaela Neuling RSV Blau-Weiß Gera                | Tina Strüver SV Turbine Halle              | Friederike Gehring TSV Bayer 04 Leverkusen                         |
| 84390 m Doppelmarathon | Beate Förster EVD Dresden                          | Ann-Kathrin Heinze SV Blau-Gelb Groß-Gerau | Anne Krieg Skate-Network-Saar Jenny Berndt Freiburger Turnerschaft |

### Männer
| Distanz                | Gold                                                            | Silber                                                 | Bronze                                             |
| Straße                 | Straße                                                          | Straße                                                 | Straße                                             |
| ---------------------- | --------------------------------------------------------------- | ------------------------------------------------------ | -------------------------------------------------- |
| 0300 m Einzelsprint    | Thomas Laetsch RSV Blau-Weiß Gera                               | Matthias Schwierz Tuttl. Sportfreunde                  | Daniel Zschätzsch SV Blau-Gelb Groß-Gerau          |
| 0500 m Sprint          | Benjamin Zschätzsch SV Blau-Gelb Groß-Gerau                     | Toni Deubner RGE Arnstadt-Eisenach                     | Nico Wieduwilt RSV Blau-Weiß Gera                  |
| 01500 m Sprint         | Daniel Zschätzsch SV Blau-Gelb Groß-Gerau                       | Benjamin Zschätzsch SV Blau-Gelb Groß-Gerau            | Toni Deubner RGE Arnstadt-Eisenach                 |
| 05000 m Massenstart    | Daniel Zschätzsch SV Blau-Gelb Groß-Gerau                       | Benjamin Zschätzsch SV Blau-Gelb Groß-Gerau            | Nico Wieduwilt RSV Blau-Weiß Gera                  |
| 10000 m Punkte         | Benjamin Zschätzsch SV Blau-Gelb Groß-Gerau                     | Toni Deubner RGE Arnstadt-Eisenach                     | David Hensel RSV Blau-Weiß Gera                    |
| 20000 m Ausscheidung   | Daniel Zschätzsch SV Blau-Gelb Groß-Gerau                       | Nico Wieduwilt RSV Blau-Weiß Gera                      | Benjamin Zschätzsch SV Blau-Gelb Groß-Gerau        |
| 05000 m Staffel        | SV Blau-Gelb Groß-Gerau I Benjamin Zschätzsch Daniel Zschätzsch | SV Blau-Gelb Groß-Gerau II Tobias Heinze Robert Hirsch | RSV Blau-Weiß Gera I Clemens Rubick Nico Wieduwilt |
| Langstrecke            |                                                                 |                                                        |                                                    |
| 21097,5 m Halbmarathon | Daniel Zschätzsch SV Blau-Gelb Groß-Gerau                       | Nico Wieduwilt RSV Blau-Weiß Gera                      | Christian Domscheit Gettorfer TV                   |
| 42195 m Marathon       | Benjamin Zschätzsch SV Blau-Gelb Groß-Gerau                     | Martin Matyk ERSG Darmstadt                            | Daniel Zschätzsch SV Blau-Gelb Groß-Gerau          |
| 84390 m Doppelmarathon | Clemens Rubick RSV Blau-Weiß Gera                               | Robert Hirsch SV Blau-Gelb Groß-Gerau                  | Bernhard Krempl ISC Regensburg                     |

## Deutsche Meisterschaften 2005
Die Deutschen Bahn-Meisterschaften im Inline-Speedskating wurden in Jüterbog, die Langstrecken-Meisterschaften in Stuttgart (HM), Bochum (MA) und Prezelle (DM) ausgetragen.

### Frauen
| Distanz                | Gold                                                                  | Silber                                                            | Bronze                                                               |
| Bahn                   | Bahn                                                                  | Bahn                                                              | Bahn                                                                 |
| ---------------------- | --------------------------------------------------------------------- | ----------------------------------------------------------------- | -------------------------------------------------------------------- |
| 0300 m Einzelsprint    | Jana Gegner Sportclub Berlin                                          | Sissy Schmidt RSV Blau-Weiß Gera                                  | Josephin Hönicke Großenhainer RV                                     |
| 0500 m Sprint          | Jana Gegner Sportclub Berlin                                          | Josephin Hönicke Großenhainer RV                                  | Tina Strüver SV Turbine Halle                                        |
| 01000 m Sprint         | Dennise Keßler RSV Blau-Weiß Gera                                     | Michaela Neuling RSV Blau-Weiß Gera                               | Sandra Wieduwilt RSV Blau-Weiß Gera                                  |
| 03000 m Massenstart    | Sandra Wieduwilt RSV Blau-Weiß Gera                                   | Jana Gegner Sportclub Berlin                                      | Tina Strüver SV Turbine Halle                                        |
| 05000 m Punkte         | Michaela Neuling RSV Blau-Weiß Gera                                   | Sabine Berg RSV Blau-Weiß Gera                                    | Tina Strüver SV Turbine Halle                                        |
| 10000 m Ausscheidung   | Michaela Neuling RSV Blau-Weiß Gera                                   | Sandra Wieduwilt RSV Blau-Weiß Gera                               | Tina Strüver SV Turbine Halle                                        |
| 05000 m Staffel        | RSV Blau-Weiß Gera I Dennise Keßler Michaela Neuling Sandra Wieduwilt | Großenhainer RV Ann-Ellinor Hofmann Josephin Hönicke Lisa Kaluzni | RSV Blau-Weiß Gera II Franziska Neuling Julia Dietzold Sissy Schmidt |
| Langstrecke            |                                                                       |                                                                   |                                                                      |
| 21097,5 m Halbmarathon | Sandra Wieduwilt RSV Blau-Weiß Gera                                   | Friederike Gehring TSV Bayer 04 Leverkusen                        | Tina Strüver SV Turbine Halle                                        |
| 42195 m Marathon       | Sandra Wieduwilt RSV Blau-Weiß Gera                                   | Jenny Berndt Freiburger Turnerschaft                              | Annette Frik TSV Ötlingen 1895                                       |
| 84390 m Doppelmarathon | Franziska Neuling RSV Blau-Weiß Gera                                  | Simone Kohls SPEED-TEAM-KIEL                                      | Jenny Berndt Freiburger Turnerschaft                                 |

### Männer
| Distanz                | Gold                                                                          | Silber                                                              | Bronze                                                            |
| Bahn                   | Bahn                                                                          | Bahn                                                                | Bahn                                                              |
| ---------------------- | ----------------------------------------------------------------------------- | ------------------------------------------------------------------- | ----------------------------------------------------------------- |
| 0300 m Einzelsprint    | Matthias Schwierz Tuttl. Sportfreunde                                         | Daniel Zschätzsch SV Blau-Gelb Groß-Gerau                           | Thomas Laetsch RSV Blau-Weiß Gera                                 |
| 0500 m Sprint          | Matthias Schwierz Tuttl. Sportfreunde                                         | Toni Deubner RGE Arnstadt-Eisenach                                  | Daniel Zschätzsch SV Blau-Gelb Groß-Gerau                         |
| 01500 m Sprint         | Daniel Zschätzsch SV Blau-Gelb Groß-Gerau                                     | Toni Deubner RGE Arnstadt-Eisenach                                  | Benjamin Zschätzsch SV Blau-Gelb Groß-Gerau                       |
| 05000 m Massenstart    | Daniel Zschätzsch SV Blau-Gelb Groß-Gerau                                     | Benjamin Zschätzsch SV Blau-Gelb Groß-Gerau                         | Toni Deubner RGE Arnstadt-Eisenach                                |
| 10000 m Punkte         | Benjamin Zschätzsch SV Blau-Gelb Groß-Gerau                                   | Pascal Ramali SV Blau-Gelb Groß-Gerau                               | Tilo Bock EVD Dresden                                             |
| 20000 m Ausscheidung   | Benjamin Zschätzsch SV Blau-Gelb Groß-Gerau                                   | Pascal Ramali SV Blau-Gelb Groß-Gerau                               | Robert Hirsch SV Blau-Gelb Groß-Gerau                             |
| 05000 m Staffel        | SV Blau-Gelb Groß-Gerau I Pascal Ramali Benjamin Zschätzsch Daniel Zschätzsch | SV Blau-Gelb Groß-Gerau II Robert Hirsch Yannick Schimek Boris Hahn | RSV Blau-Weiß Gera I Jan Wolf David Hensel Clemens Rubick         |
| Langstrecke            |                                                                               |                                                                     |                                                                   |
| 21097,5 m Halbmarathon | Matthias Schwierz Tuttl. Sportfreunde                                         | Benjamin Zschätzsch SV Blau-Gelb Groß-Gerau                         | Daniel Zschätzsch SV Blau-Gelb Groß-Gerau                         |
| 42195 m Marathon       | Benjamin Zschätzsch SV Blau-Gelb Groß-Gerau                                   | Christian Domscheit Gettorfer TV                                    | Markus Pape LC Solbad Ravensberg                                  |
| 84390 m Doppelmarathon | Patrick Täubrecht TSG Aufbau Union Dessau                                     | Enrico Würfel SCC XSpeed Team Berlin                                | Robert Böhm RSV Blau-Weiß Gera Sebastian Rehse SKATE-TEAM-LUEBECK |

## Deutsche Meisterschaften 2006
Die Deutschen Straßen-Meisterschaften im Inline-Speedskating wurden in Groß-Gerau, die Langstrecken-Meisterschaften in Einhausen (HM), Nürburgring (MA), Prezelle (DM) und Mainz-Lerchenberg (TZF) ausgetragen.

### Frauen
| Distanz                | Gold | Silber                                                                                                   | Bronze                                                             |
| Straße                 | Straße | Straße                                                                                                   | Straße                                                             |
| ---------------------- | --- | --- | ------------------------------------------------------------------ |
| 0300 m Einzelsprint    | Jana Gegner SCC XSpeed Team Berlin                                                                              | Maike Senft ERSG Darmstadt                                                                               | Stephanie Dreyer RSV Blau-Weiß Gera                                |
| 0500 m Sprint          | Jana Gegner SCC XSpeed Team Berlin                                                                              | Josephin Hönicke Großenhainer RV                                                                         | Sabine Berg RSV Blau-Weiß Gera                                     |
| 01000 m Sprint         | Jana Gegner SCC XSpeed Team Berlin                                                                              | Michaela Neuling RSV Blau-Weiß Gera                                                                      | Franziska Neuling RSV Blau-Weiß Gera                               |
| 03000 m Massenstart    | Jana Gegner SCC XSpeed Team Berlin                                                                              | Dennise Keßler RSV Blau-Weiß Gera                                                                        | Tina Strüver SV Turbine Halle                                      |
| 05000 m Punkte         | Jana Gegner SCC XSpeed Team Berlin                                                                              | Michaela Neuling RSV Blau-Weiß Gera                                                                      | Dennise Keßler RSV Blau-Weiß Gera                                  |
| 10000 m Ausscheidung   | Jana Gegner SCC XSpeed Team Berlin                                                                              | Sandra Wieduwilt RSV Blau-Weiß Gera                                                                      | Michaela Neuling RSV Blau-Weiß Gera                                |
| 05000 m Staffel        | RSV Blau-Weiß Gera II Sabine Berg Stephanie Dreyer Franziska Neuling                                            | SV Blau-Gelb Groß-Gerau Sandra Heizenröder Vanja Juric Nina Spilger                                      | Großenhainer RV Luise Finsterbusch Josephin Hönicke Lisa Kaluzni   |
| Langstrecke            | | |                                                                    |
| 21097,5 m Halbmarathon | Jana Gegner SCC XSpeed Team Berlin                                                                              | Katja Ulbrich TS Bayreuth                                                                                | Tina Strüver SV Turbine Halle                                      |
| 42195 m Marathon       | Annette Frik TSV Ötlingen 1895                                                                                  | Jana Gegner SCC XSpeed Team Berlin                                                                       | Sarah Stangl ISC Regensburg                                        |
| 84390 m Doppelmarathon | Sabrina Rossow TSV Oberkochen                                                                                   | Anne Biehl SC DHfK Leipzig                                                                               | Maritje Sell SV Blau-Gelb Groß-Gerau                               |
| 10000 m Teamzeitfahren | RSV Blau-Weiß Gera Sabine Berg Dennise Keßler Franziska Neuling Michaela Neuling Sissy Schmidt Sandra Wieduwilt | SCC XSpeed Team Berlin Jana Gegner Marleen Klaas Nicole Natho Stephanie Pipke Jakobine Wolf Elisa Zander | RSG Michelstadt Amelie Arndt Miriam Kobs Tabea Kobs Bettina Müller |

### Männer
| Distanz                | Gold | Silber | Bronze                                                              |
| Straße                 | Straße | Straße | Straße                                                              |
| ---------------------- | --- | --- | ------------------------------------------------------------------- |
| 0300 m Einzelsprint    | Matthias Schwierz Tuttl. Sportfreunde                                                                             | Martin Matyk ERSG Darmstadt                                                                               | Denis Dressel RSV Blau-Weiß Gera                                    |
| 0500 m Sprint          | Daniel Zschätzsch SV Blau-Gelb Groß-Gerau                                                                         | Martin Matyk ERSG Darmstadt                                                                               | Pascal Ramali SV Blau-Gelb Groß-Gerau                               |
| 01500 m Sprint         | Daniel Zschätzsch SV Blau-Gelb Groß-Gerau                                                                         | Toni Deubner RGE Arnstadt-Eisenach                                                                        | Pascal Ramali SV Blau-Gelb Groß-Gerau                               |
| 05000 m Massenstart    | Nico Wieduwilt RSV Blau-Weiß Gera                                                                                 | Toni Deubner RGE Arnstadt-Eisenach                                                                        | Daniel Zschätzsch SV Blau-Gelb Groß-Gerau                           |
| 10000 m Punkte         | Toni Deubner RGE Arnstadt-Eisenach                                                                                | Boris Hahn SV Blau-Gelb Groß-Gerau                                                                        | Pascal Ramali SV Blau-Gelb Groß-Gerau                               |
| 20000 m Ausscheidung   | Nico Wieduwilt RSV Blau-Weiß Gera                                                                                 | Pascal Ramali SV Blau-Gelb Groß-Gerau                                                                     | Boris Hahn SV Blau-Gelb Groß-Gerau                                  |
| 05000 m Staffel        | RSV Blau-Weiß Gera I Clemens Rubick Nico Wieduwilt Jan Wolf                                                       | SV Blau-Gelb Groß-Gerau I Robert Hirsch Pascal Ramali Daniel Zschätzsch                                   | SV Blau-Gelb Groß-Gerau II Boris Hahn Tobias Heinze Yannick Schimek |
| Langstrecke            | | |                                                                     |
| 21097,5 m Halbmarathon | Matthias Schwierz Tuttl. Sportfreunde                                                                             | Christian Domscheit Gettorfer TV                                                                          | Daniel Zschätzsch SV Blau-Gelb Groß-Gerau                           |
| 42195 m Marathon       | Bernhard Krempl ISC Regensburg                                                                                    | Christian Domscheit Gettorfer TV                                                                          | Victor Wilking SCC XSpeed Team Berlin                               |
| 84390 m Doppelmarathon | Michael Puderbach CJD Homburg                                                                                     | Sebastian Rehse SKATE-TEAM-LUEBECK                                                                        | Jan Wolf RSV Blau-Weiß Gera                                         |
| 10000 m Teamzeitfahren | SV Blau-Gelb Groß-Gerau Boris Hahn Robert Hirsch Etienne Ramali Pascal Ramali Benjamin Tippmann Daniel Zschätzsch | RSV Blau-Weiß Gera Denis Dressel Clemens Rubick Michael Rühling Sebastian Walther Nico Wieduwilt Jan Wolf | Gülser-Mosel-Skater Erwin Bergen Witali Bytschkow Oliver Engel      |

## Deutsche Meisterschaften 2007
Die Deutschen Bahn-Meisterschaften im Inline-Speedskating wurden in Berlin-Hohenschönhausen, die Langstrecken-Meisterschaften in Hüfingen (HM), Wedel (MA), Prezelle (DM) und Mainz-Lerchenberg (TZF) ausgetragen.

### Frauen
| Distanz                | Gold | Silber                                                                            | Bronze                                                                  |
| Bahn                   | Bahn | Bahn                                                                              | Bahn                                                                    |
| ---------------------- | --- | --------------------------------------------------------------------------------- | ----------------------------------------------------------------------- |
| 0300 m Einzelsprint    | Jana Gegner SCC XSpeed Team Berlin                                                                              | Maike Senft ERSG Darmstadt                                                        | Kirsten Müller RSG Michelstadt                                          |
| 0500 m Sprint          | Sabine Berg RSV Blau-Weiß Gera                                                                                  | Mareike Thum ERSG Darmstadt                                                       | Sandra Wieduwilt RSV Blau-Weiß Gera                                     |
| 01000 m Sprint         | Jana Gegner SCC XSpeed Team Berlin                                                                              | Sandra Wieduwilt RSV Blau-Weiß Gera                                               | Dennise Keßler RSV Blau-Weiß Gera                                       |
| 03000 m Massenstart    | Jana Gegner SCC XSpeed Team Berlin                                                                              | Sandra Wieduwilt RSV Blau-Weiß Gera                                               | Mareike Thum ERSG Darmstadt                                             |
| 05000 m Punkte         | Jana Gegner SCC XSpeed Team Berlin                                                                              | Sandra Wieduwilt RSV Blau-Weiß Gera                                               | Lisa Kaluzni Großenhainer RV                                            |
| 10000 m Ausscheidung   | Michaela Neuling RSV Blau-Weiß Gera                                                                             | Sandra Wieduwilt RSV Blau-Weiß Gera                                               | Mareike Thum ERSG Darmstadt                                             |
| 05000 m Staffel        | RSV Blau-Weiß Gera I Michaela Neuling Dennise Keßler Sandra Wieduwilt                                           | RSV Blau-Weiß Gera II Franziska Neuling Annkathrin Böhm Sabine Berg               | RSG Michelstadt Tabea Kobs Kirsten Müller Miriam Kobs                   |
| Langstrecke            | |                                                                                   |                                                                         |
| 21097,5 m Halbmarathon | Sandra Wieduwilt RSV Blau-Weiß Gera                                                                             | Sabrina Rossow TSV Oberkochen                                                     | Franziska Neuling RSV Blau-Weiß Gera                                    |
| 42195 m Marathon       | Katja Ulbrich TS Bayreuth                                                                                       | Sabrina Rossow TSV Oberkochen                                                     | Melanie Bayrhof Skate Club Allgäu                                       |
| 84390 m Doppelmarathon | Sabrina Rossow TSV Oberkochen                                                                                   | Franziska Neuling RSV Blau-Weiß Gera                                              | Tina Strüver SV Turbine Halle                                           |
| 10000 m Teamzeitfahren | RSV Blau-Weiß Gera Sabine Berg Dennise Keßler Franziska Neuling Michaela Neuling Sissy Schmidt Sandra Wieduwilt | RSG Michelstadt Tabea Kobs Miriam Kobs Amelie Arndt Kirsten Müller Bettina Müller | Gülser-Mosel-Skater II Linda Schwickardi Melanie Becker Wienke Wannagat |

### Männer
| Distanz                | Gold | Silber | Bronze                                                                           |
| Bahn                   | Bahn | Bahn | Bahn                                                                             |
| ---------------------- | --- | --- | -------------------------------------------------------------------------------- |
| 0300 m Einzelsprint    | Matthias Schwierz Tuttl. Sportfreunde                                                                            | Denis Dressel RSV Blau-Weiß Gera                                                                                        | Martin Matyk ERSG Darmstadt                                                      |
| 0500 m Sprint          | Matthias Schwierz Tuttl. Sportfreunde                                                                            | Michael Rühling RSV Blau-Weiß Gera                                                                                      | Toni Deubner RGE Arnstadt-Eisenach                                               |
| 01500 m Sprint         | Matthias Schwierz Tuttl. Sportfreunde                                                                            | Felix Rijhnen ERSG Darmstadt                                                                                            | André Unterdörfel SCC XSpeed Team Berlin                                         |
| 05000 m Massenstart    | Felix Rijhnen ERSG Darmstadt                                                                                     | Toni Deubner RGE Arnstadt-Eisenach                                                                                      | Etienne Ramali SV Blau-Gelb Groß-Gerau                                           |
| 10000 m Punkte         | Toni Deubner RGE Arnstadt-Eisenach                                                                               | Felix Rijhnen ERSG Darmstadt                                                                                            | Nico Wieduwilt RSV Blau-Weiß Gera                                                |
| 20000 m Ausscheidung   | Pascal Ramali SV Blau-Gelb Groß-Gerau                                                                            | Toni Deubner RGE Arnstadt-Eisenach                                                                                      | Nico Wieduwilt RSV Blau-Weiß Gera                                                |
| 05000 m Staffel        | RSV Blau-Weiß Gera I Nico Wieduwilt Michael Rühling Denis Dressel                                                | SCC XSpeed Team Berlin Victor Wilking Niclas Kleyling Albrecht Döring                                                   | SV Blau-Gelb Groß-Gerau I Boris Hahn Pascal Ramali Etienne Ramali                |
| Langstrecke            | | |                                                                                  |
| 21097,5 m Halbmarathon | Bernhard Krempl ISC Regensburg                                                                                   | Michael Puderbach TuWi Adenau                                                                                           | Toni Deubner RGE Arnstadt-Eisenach                                               |
| 42195 m Marathon       | Toni Deubner RGE Arnstadt-Eisenach                                                                               | Albrecht Döring SCC XSpeed Team Berlin                                                                                  | Patrick Täubrecht TSG Aufbau Union Dessau                                        |
| 84390 m Doppelmarathon | Rico Keppeler TSuGV Großbettlingen                                                                               | Oliver Engel Gülser-Mosel-Skater                                                                                        | Dominik Hassa SKATE-TEAM-LUEBECK                                                 |
| 10000 m Teamzeitfahren | SV Blau-Gelb Groß-Gerau Boris Hahn Gregor Hofmann Etienne Ramali Pascal Ramali Benjamin Tippmann Yannick Schimek | SCC XSpeed Team Berlin Niclas Kleyling Albrecht Döring Victor Wilking Paul Hausknecht Thorsten Oltmer André Unterdörfel | Gülser-Mosel-Skater Michael Puderbach Oliver Engel Erwin Bergen Witali Bytschkow |

## Deutsche Meisterschaften 2008
Die Deutschen Bahn-Meisterschaften im Inline-Speedskating wurden in Jüterbog, die Langstrecken-Meisterschaften in Lorsch (HM), Duisburg (MA), Prezelle (DM) und Mainz-Lerchenberg (TZF) ausgetragen.
Nach dem jährlichen Wechsel des Wettkampfkurses hätte 2008 die Meisterschaft auf einem Straßenkurs ausgetragen werden sollen. Möglicherweise war die in Gera stattfindende Europameisterschaft 2008 der Grund für diesen Bruch.

### Frauen
| Distanz                | Gold                                                                                              | Silber                                                            | Bronze                                                             |
| Bahn                   | Bahn                                                                                              | Bahn                                                              | Bahn                                                               |
| ---------------------- | ------------------------------------------------------------------------------------------------- | ----------------------------------------------------------------- | ------------------------------------------------------------------ |
| 0300 m Einzelsprint    | Jana Gegner SCC XSpeed Team Berlin                                                                | Sabine Berg RSV Blau-Weiß Gera                                    | Jakobine Wolf SCC XSpeed Team Berlin                               |
| 0500 m Sprint          | Sabine Berg RSV Blau-Weiß Gera                                                                    | Josephin Hönicke Großenhainer RV                                  | Jakobine Wolf SCC XSpeed Team Berlin                               |
| 01000 m Sprint         | Sabine Berg RSV Blau-Weiß Gera                                                                    | Jana Gegner SCC XSpeed Team Berlin                                | Lisa Kaluzni Großenhainer RV                                       |
| 03000 m Massenstart    | Sabine Berg RSV Blau-Weiß Gera                                                                    | Tina Strüver SV Turbine Halle                                     | Lisa Kaluzni Großenhainer RV                                       |
| 05000 m Punkte         | Sabine Berg RSV Blau-Weiß Gera                                                                    | Tina Strüver SV Turbine Halle                                     | Lisa Kaluzni Großenhainer RV                                       |
| 10000 m Ausscheidung   | Sabine Berg RSV Blau-Weiß Gera                                                                    | Lisa Kaluzni Großenhainer RV                                      | Tina Strüver SV Turbine Halle                                      |
| 05000 m Staffel        | SCC XSpeed Team Berlin Jana Gegner Jakobine Wolf Elisa Zander                                     | Großenhainer RV Ann-Ellinor Hofmann Josephin Hönicke Lisa Kaluzni | RSV Blau-Weiß Gera Sabine Berg Julia Gerhardt Franziska Neuling    |
| Langstrecke            |                                                                                                   |                                                                   |                                                                    |
| 21097,5 m Halbmarathon | Sabine Berg RSV Blau-Weiß Gera                                                                    | Sabrina Rossow Skisport Franken Heilbronn                         | Katja Ulbrich TS Bayreuth                                          |
| 42195 m Marathon       | Sabine Berg RSV Blau-Weiß Gera                                                                    | Katja Ulbrich TS Bayreuth                                         | Sabrina Rossow Skisport Franken Heilbronn                          |
| 84390 m Doppelmarathon | Sabrina Rossow Skisport Franken Heilbronn                                                         | Anne Biehl SCC XSpeed Team Berlin                                 | Irene Raab FUG-Speed-Team                                          |
| 10000 m Teamzeitfahren | RSV Blau-Weiß Gera Sabine Berg Dennise Keßler Franziska Neuling Michaela Neuling Sandra Wieduwilt | ERSG Darmstadt Alisa Gutermuth Silke Helbach Mareike Thum         | SV Blau-Gelb Groß-Gerau Erika Koch Saskia Luding Laethisia Schimek |

### Männer
| Distanz                | Gold                                                                                 | Silber                                                                 | Bronze                                                              |
| Bahn                   | Bahn                                                                                 | Bahn                                                                   | Bahn                                                                |
| ---------------------- | ------------------------------------------------------------------------------------ | ---------------------------------------------------------------------- | ------------------------------------------------------------------- |
| 0300 m Einzelsprint    | Etienne Ramali SV Blau-Gelb Groß-Gerau                                               | Denis Dressel RSV Blau-Weiß Gera                                       | Matthias Schwierz Tuttl. Sportfreunde                               |
| 0500 m Sprint          | Matthias Schwierz Tuttl. Sportfreunde                                                | Nico Wieduwilt RSV Blau-Weiß Gera                                      | Michael Rühling RSV Blau-Weiß Gera                                  |
| 01500 m Sprint         | Felix Rijhnen ERSG Darmstadt                                                         | Nico Wieduwilt RSV Blau-Weiß Gera                                      | Etienne Ramali SV Blau-Gelb Groß-Gerau                              |
| 05000 m Massenstart    | Nico Wieduwilt RSV Blau-Weiß Gera                                                    | Felix Rijhnen ERSG Darmstadt                                           | Albrecht Doering SCC XSpeed Team Berlin                             |
| 10000 m Punkte         | Felix Rijhnen ERSG Darmstadt                                                         | Victor Wilking SCC XSpeed Team Berlin                                  | Pascal Ramali SV Blau-Gelb Groß-Gerau                               |
| 20000 m Ausscheidung   | Felix Rijhnen ERSG Darmstadt                                                         | Pascal Ramali SV Blau-Gelb Groß-Gerau                                  | Victor Wilking SCC XSpeed Team Berlin                               |
| 05000 m Staffel        | RSV Blau-Weiß Gera Denis Dressel Michael Rühling Nico Wieduwilt                      | SCC XSpeed Team Berlin Albrecht Doering Niclas Kleyling Victor Wilking | SV Blau-Gelb Groß-Gerau Boris Hahn Etienne Ramali Benjamin Tippmann |
| Langstrecke            |                                                                                      |                                                                        |                                                                     |
| 21097,5 m Halbmarathon | Pascal Ramali SV Blau-Gelb Groß-Gerau                                                | Michael Puderbach TuWi Adenau                                          | Simon Strobel SV Blau-Gelb Groß-Gerau                               |
| 42195 m Marathon       | Sebastian Rehse SKATE-TEAM-LUEBECK                                                   | Bernhard Krempl ISC Regensburg                                         | Pascal Ramali SV Blau-Gelb Groß-Gerau                               |
| 84390 m Doppelmarathon | Erwin Bergen SKATE-TEAM-LUEBECK                                                      | Lukas Wannagat SKATE-TEAM-LUEBECK                                      | Frank Adam TSSC Erfurt                                              |
| 10000 m Teamzeitfahren | SCC XSpeed Team Berlin Giacomo Cuncu Albrecht Doering Niclas Kleyling Victor Wilking | SV Blau-Gelb Groß-Gerau Pascal Ramali Simon Strobel Daniel Zschätzsch  | SKATE-TEAM-LUEBECK Erwin Bergen Felix Rehse Sebastian Rehse         |

## Deutsche Meisterschaften 2009
Die Deutschen Straßen-Meisterschaften im Inline-Speedskating wurden 2009 in Groß-Gerau, die Langstrecken-Meisterschaften in Wedel (HM und MA), Prezelle (DM) und Mainz (TZF) ausgetragen.

### Frauen
| Distanz                | Gold                                                            | Silber                                                                                             | Bronze                                                                 |
| Straße                 | Straße                                                          | Straße                                                                                             | Straße                                                                 |
| ---------------------- | --------------------------------------------------------------- | -------------------------------------------------------------------------------------------------- | ---------------------------------------------------------------------- |
| 0300 m Einzelsprint    | Mareike Thum ERSG Darmstadt                                     | Stephanie Dreyer RSV Blau-Weiß Gera                                                                | Jana Gegner SCC XSpeed Team Berlin                                     |
| 0500 m Sprint          | Sabine Berg RSV Blau-Weiß Gera                                  | Alisa Gutermuth ERSG Darmstadt                                                                     | Tina Strüver SV Turbine Halle                                          |
| 01000 m Sprint         | Mareike Thum ERSG Darmstadt                                     | Sabine Berg RSV Blau-Weiß Gera                                                                     | Laethisia Schimek SV Blau-Gelb Groß-Gerau                              |
| 03000 m Massenstart    | Mareike Thum ERSG Darmstadt                                     | Sabine Berg RSV Blau-Weiß Gera                                                                     | Jana Gegner SCC XSpeed Team Berlin                                     |
| 05000 m Punkte         | Mareike Thum ERSG Darmstadt                                     | Sabine Berg RSV Blau-Weiß Gera                                                                     | Tina Strüver SV Turbine Halle                                          |
| 010000 m Ausscheidung  | Mareike Thum ERSG Darmstadt                                     | Sabine Berg RSV Blau-Weiß Gera                                                                     | Lisa Kaluzni Großenhainer RV                                           |
| 05000 m Staffel        | ERSG Darmstadt Madeleine Graupner Alisa Gutermuth Mareike Thum  | RSV Blau-Weiß Gera Sabine Berg Stephanie Dreyer Theresa Reichert                                   | SV Blau-Gelb Groß-Gerau Saskia Luding Laethisia Schimek Tamara Schmitt |
| Langstrecke            |                                                                 | |                                                                        |
| 21097,5 m Halbmarathon | Sabine Berg RSV Blau-Weiß Gera                                  | Mareike Thum ERSG Darmstadt                                                                        | Tina Strüver SV Turbine Halle                                          |
| 42195 m Marathon       | Sabine Berg RSV Blau-Weiß Gera                                  | Mareike Thum ERSG Darmstadt                                                                        | Jakobine Wolf SCC XSpeed Team Berlin                                   |
| 84390 m Doppelmarathon | Irene Raab FUG-Speed-Team                                       | Sabrina Rossow TSSC Erfurt                                                                         | Maritje Sell SKATE-TEAM-LUEBECK                                        |
| 10000 m Teamzeitfahren | SCC XSpeed Team Berlin Jakobine Wolf Stephanie Pipke Anne Biehl | SKATE-TEAM-LUEBECK Maritje Sell Gabriela Schwarz Ulla Hingst Kathrin Billerbeck Bettina Methfessel | VfR Büttgen 1912 Silke Röhr Silke Zimmermann Eva Krüger Esther Brücker |

### Männer
| Distanz                | Gold | Silber                                                                                                   | Bronze                                                                             |
| Straße                 | Straße | Straße                                                                                                   | Straße                                                                             |
| ---------------------- | --- | --- | ---------------------------------------------------------------------------------- |
| 0300 m Einzelsprint    | Denis Dressel RSV Blau-Weiß Gera                                                                               | Matthias Schwierz FuT Geisingen                                                                          | Giacomo Cuncu SCC XSpeed Team Berlin                                               |
| 0500 m Sprint          | Denis Dressel RSV Blau-Weiß Gera                                                                               | Etienne Ramali SV Blau-Gelb Groß-Gerau                                                                   | Toni Deubner RGE Arnstadt-Eisenach                                                 |
| 01500 m Sprint         | Felix Rijhnen ERSG Darmstadt                                                                                   | Toni Deubner RGE Arnstadt-Eisenach                                                                       | Pascal Ramali SV Blau-Gelb Groß-Gerau                                              |
| 05000 m Massenstart    | Nico Wieduwilt RSV Blau-Weiß Gera                                                                              | Giacomo Cuncu SCC XSpeed Team Berlin                                                                     | Toni Deubner RGE Arnstadt-Eisenach                                                 |
| 10000 m Punkte         | Felix Rijhnen ERSG Darmstadt                                                                                   | Victor Wilking SCC XSpeed Team Berlin                                                                    | Toni Deubner RGE Arnstadt-Eisenach                                                 |
| 20000 m Ausscheidung   | Nico Wieduwilt RSV Blau-Weiß Gera                                                                              | Giacomo Cuncu SCC XSpeed Team Berlin                                                                     | Gregor Hofmann SV Blau-Gelb Groß-Gerau                                             |
| 05000 m Staffel        | SCC XSpeed Team Berlin Giacomo Cuncu Albrecht Doering Victor Wilking                                           | ERSG Darmstadt 1 Carlos Graupner Martin Matyk Felix Rijhnen                                              | RSV Blau-Weiß Gera 1 Michael Rühling Tobias Hecht Denis Dressel                    |
| Langstrecke            | | |                                                                                    |
| 21097,5 m Halbmarathon | Pascal Ramali SV Blau-Gelb Groß-Gerau                                                                          | Felix Rijhnen ERSG Darmstadt                                                                             | Victor Wilking SCC XSpeed Team Berlin                                              |
| 42195 m Marathon       | Pascal Ramali SV Blau-Gelb Groß-Gerau                                                                          | Tobias Hecht RSV Blau-Weiß Gera                                                                          | Markus Pape LC Solbad Ravensberg                                                   |
| 84390 m Doppelmarathon | Markus Pape LC Solbad Ravensberg                                                                               | Patrick Täubrecht TSG Aufbau Union Dessau                                                                | Lukas Wannagat SKATE-TEAM-LUEBECK                                                  |
| 10000 m Teamzeitfahren | SV Blau-Gelb Groß-Gerau Pascal Ramali Etienne Ramali Gregor Hofmann Simon Strobel Boris Hahn Benjamin Tippmann | SKATE-TEAM-LUEBECK Sebastian Rehse Lukas Wannagat Felix Rehse Erwin Bergen Markus Beulertz Daniel Hönigl | SSF Heilbronn Marcel Eschbach Stefan Rumpus Tobias Beute Sean Lyons Mathias Schill |

## Deutsche Meisterschaften 2010
Die Deutschen Bahn-Meisterschaften im Inline-Speedskating wurden 2010 in Geisingen, die Langstrecken-Meisterschaften in Gera (HM), Wedel (MA), Prezelle (DM) und Jüterbog (Team) ausgetragen.

### Frauen
| Distanz                | Gold                                                                                            | Silber                                                            | Bronze                                                                                              |
| Straße                 | Straße                                                                                          | Straße                                                            | Straße                                                                                              |
| ---------------------- | ----------------------------------------------------------------------------------------------- | ----------------------------------------------------------------- | --------------------------------------------------------------------------------------------------- |
| 0300 m Einzelsprint    | Jana Gegner SCC XSpeed Team Berlin                                                              | Sabine Berg RSV Blau-Weiß Gera                                    | Laethisia Schimek SV Blau-Gelb Groß-Gerau                                                           |
| 0500 m Sprint          | Jana Gegner SCC XSpeed Team Berlin                                                              | Sabine Berg RSV Blau-Weiß Gera                                    | Laethisia Schimek SV Blau-Gelb Groß-Gerau                                                           |
| 01000 m Massenstart    | Sabine Berg RSV Blau-Weiß Gera                                                                  | Mareike Thum ERSG Darmstadt                                       | Jana Gegner SCC XSpeed Team Berlin                                                                  |
| 05000 m Punkte         | Sabine Berg RSV Blau-Weiß Gera                                                                  | Tina Strüver SV Turbine Halle                                     | Mareike Thum ERSG Darmstadt                                                                         |
| 010000 m Punkte/Auss.  | Mareike Thum ERSG Darmstadt                                                                     | Sabine Berg RSV Blau-Weiß Gera                                    | Tina Strüver SV Turbine Halle                                                                       |
| 05000 m Staffel        | SCC XSpeed Team Berlin Jana Gegner Jakobine Wolf                                                | RSV Blau-Weiß Gera Sabine Berg Stephanie Dreyer Theresia Schöler  | Großenhainer RSV Lisa Kaluzni Josephin Hönicke Ann-Ellinor Hofmann                                  |
| Langstrecke            |                                                                                                 |                                                                   | |
| 21097,5 m Halbmarathon | Sabine Berg RSV Blau-Weiß Gera                                                                  | Mareike Thum ERSG Darmstadt                                       | Tina Strüver SV Turbine Halle                                                                       |
| 42195 m Marathon       | Katja Ulbrich Bayreuther TS                                                                     | Sabrina Rossow TSSC Erfurt                                        | Claudia Maria Henneken Kölner Rollmöpse                                                             |
| 84390 m Doppelmarathon | Irene Raab DAV Neu-Ulm                                                                          | Sabrina Rossow TSSC Erfurt                                        | Claudia Maria Henneken Kölner Rollmöpse                                                             |
| 1400 m Teamverfolgung  | Thüringen Sabine Berg Sandy Dinort Stephanie Dreyer Jenny Peißker Sophie Richter Sabrina Rossow | Hessen Anna Helbach Laethisia Schimek Tamara Schmitt Mareike Thum | Sachsen-Anhalt Sophia Adler Lisa Bauer Stephanie Reuter Charlot Sadowski Tina Strüver Monique Teile |

### Männer
| Distanz                | Gold                                                                | Silber                                                                                 | Bronze                                                 |
| Straße                 | Straße                                                              | Straße                                                                                 | Straße                                                 |
| ---------------------- | ------------------------------------------------------------------- | -------------------------------------------------------------------------------------- | ------------------------------------------------------ |
| 0300 m Einzelsprint    | Matthias Schwierz FuT Geisingen                                     | Denis Dressel RSV Blau-Weiß Gera                                                       | Etiene Ramali SV Blau-Gelb Groß-Gerau                  |
| 0500 m Sprint          | Matthias Schwierz FuT Geisingen                                     | Etienne Ramali SV Blau-Gelb Groß-Gerau                                                 | Felix Rijhnen ERSG Darmstadt                           |
| 01000 m Massenstart    | Toni Deubner RGE Arnstadt-Eisenach                                  | Felix Rijhnen ERSG Darmstadt                                                           | Matthias Schwierz FuT Geisingen                        |
| 10000 m Punkte         | Felix Rijhnen ERSG Darmstadt                                        | Victor Wilking SCC XSpeed Team Berlin                                                  | Pascal Ramali SV Blau-Gelb Groß-Gerau                  |
| 15000 m Punkte-Auss.   | Felix Rijhnen ERSG Darmstadt                                        | Pascal Ramali SV Blau-Gelb Groß-Gerau                                                  | Victor Wilking SCC XSpeed Team Berlin                  |
| 05000 m Staffel        | SV Blau-Gelb Groß-Gerau Pascal Ramali Etienne Ramali Gregor Hofmann | ERSG Darmstadt Carlos Graupner Marcel Hild Felix Rijhnen                               | RSV Blau-Weiß Gera Jan Wolf Tobias Hecht Denis Dressel |
| Langstrecke            |                                                                     |                                                                                        |                                                        |
| 21097,5 m Halbmarathon | Denis Dressel RSV Blau-Weiß Gera                                    | Patrick Täubrecht TSG Aufbau-Union Dessau                                              | Tobias Hecht RSV Blau-Weiß Gera                        |
| 42195 m Marathon       | Albrecht Döring SCC XSpeed Team Berlin                              | Stefan Rumpus SSF Heilbronn                                                            | Tobias Hecht RSV Blau-Weiß Gera                        |
| 84390 m Doppelmarathon | Michael Puderbach TuWi Adenau                                       | Patrick Täubrecht TSG Aufbau-Union Dessau                                              | Albrecht Döring SSC XSpeed Team Berlin                 |
| 1400 m Teamverfolgung  | Hessen Pascal Ramali Etienne Ramali Thimo Kießlich Felix Rijhnen    | Thüringen Denis Dressel Tobias Hecht Sascha Hintze Marcel Prey Patrick Räthel Jan Wolf | Berlin Elio Cuncu Giacomo Cuncu Viktor Vilking         |

## Deutsche Meisterschaften 2011
Die Deutschen Bahn-Meisterschaften im Inline-Speedskating wurden 2011 in Bayreuth, die Langstrecken-Meisterschaften in Kassel (HM), Bielefeld (MA), Prezelle (DM) und Groß-Gerau (Team) ausgetragen.

### Frauen
| Distanz                | Gold                                                                 | Silber                                                                                      | Bronze                                                                    |
| Straße                 | Straße                                                               | Straße                                                                                      | Straße                                                                    |
| ---------------------- | -------------------------------------------------------------------- | ------------------------------------------------------------------------------------------- | ------------------------------------------------------------------------- |
| 0300 m Einzelsprint    | Jana Gegner SCC XSpeed Team Berlin                                   | Mareike Thum ERSG Darmstadt                                                                 | Sabine Berg RSV Blau-Weiß Gera                                            |
| 0500 m Sprint          | Jana Gegner SCC XSpeed Team Berlin                                   | Sabine Berg RSV Blau-Weiß Gera                                                              | Tina Strüver SV Turbine Halle                                             |
| 01000 m Massenstart    | Sabine Berg RSV Blau-Weiß Gera                                       | Jana Gegner SCC XSpeed Team Berlin                                                          | Katja Ulbrich Bayreuther TS                                               |
| 05000 m Punkte         | Sabine Berg RSV Blau-Weiß Gera                                       | Jana Gegner SCC XSpeed Team Berlin                                                          | Tina Strüver SV Turbine Halle                                             |
| 05000 m Massenstart    | Jana Gegner SCC XSpeed Team Berlin                                   | Sabine Berg RSV Blau-Weiß Gera                                                              | Tina Strüver SV Turbine Halle                                             |
| Langstrecke            |                                                                      |                                                                                             |                                                                           |
| 21097,5 m Halbmarathon | Katja Ulbrich Bayreuther TS                                          | Sabrina Rossow TSSC Erfurt                                                                  | Claudia Maria Henneken Kölner Rollmöpse                                   |
| 42195 m Marathon       | Sabine Berg RSV Blau-Weiß Gera                                       | Katja Ulbrich Bayreuther TS                                                                 | Tina Strüver SV Turbine Halle                                             |
| 1400 m Teamverfolgung  | Hessen Alisa Gutermuth Mareike Thum Laethisia Schimek Tamara Schmitt | Thüringen Sabine Berg Sandy Dinort Melanie Ernst Josie Hofmann Jenny Peißker Sabrina Rossow | Bayern Melanie Bayrhof Sonja Hardt Nicola Knehr Petra Krach Sarah Scheuer |

### Männer
| Distanz                | Gold                                                                                    | Silber                                                                                              | Bronze                                                                                          |
| Straße                 | Straße                                                                                  | Straße                                                                                              | Straße                                                                                          |
| ---------------------- | --------------------------------------------------------------------------------------- | --------------------------------------------------------------------------------------------------- | ----------------------------------------------------------------------------------------------- |
| 0300 m Einzelsprint    | Etienne Ramali TGS Walldorf                                                             | Matthias Schwierz FuT Geisingen                                                                     | Denis Dressel RSV Blau-Weiß Gera                                                                |
| 0500 m Sprint          | Etienne Ramali TGS Walldorf                                                             | Matthias Schwierz FuT Geisingen                                                                     | Felix Rijhnen ERSG Darmstadt                                                                    |
| 01000 m Massenstart    | Felix Rijhnen ERSG Darmstadt                                                            | Etienne Ramali TGS Walldorf                                                                         | Pascal Ramali TGS Walldorf                                                                      |
| 10000 m Punkte         | Felix Rijhnen ERSG Darmstadt                                                            | Etienne Ramali TGS Walldorf                                                                         | Tobias Hecht RSV Blau-Weiß Gera                                                                 |
| 10000 m Punkte-Auss.   | Felix Rijhnen ERSG Darmstadt                                                            | Pascal Ramali TGS Walldorf                                                                          | Patrick Räthel TSSC Erfurt                                                                      |
| 05000 m Staffel        | TGS Walldorf Pascal Ramali Etienne Ramali Albrecht Döring                               | RSV Blau-Weiß Gera Tobias Hecht Denis Dressel                                                       | ERSG Darmstadt Felix Rijhnen Martin Matyk                                                       |
| Langstrecke            |                                                                                         | |                                                                                                 |
| 21097,5 m Halbmarathon | Pascal Ramali TGS Walldorf                                                              | Stefan Rumpus SSF Heilbronn                                                                         | Toni Deubner SV Einheit Eisenach                                                                |
| 42195 m Marathon       | Felix Rijhnen ERSG Darmstadt                                                            | Pascal Ramali TGS Walldorf                                                                          | Etienne Ramali TGS Walldorf                                                                     |
| 1400 m Teamverfolgung  | Thüringen 1 Toni Deubner Tobias Hecht Sascha Hintze Marcel Prey Patrick Räthel Jan Wolf | Bayern 1 Reinhard Hickl Patrik Knopf Maximilian Knopf Marcel Scherzer Christian Reiser Wolfram Wied | Thüringen 2 Nils Fischer Nicolas Leicher Philipp Letz Jeremias Marx Maximilian Odia Kevin Meyer |

## Deutsche Meisterschaften 2012
Die Deutschen Bahn-Meisterschaften im Inline-Speedskating wurden 2012 in Gera, die Langstrecken-Meisterschaften in Kassel (HM), Springe (MA), Oberschleißheim (100 km) und Jüterbog (Team) ausgetragen.

### Frauen
| Distanz                | Gold                                                                                                   | Silber                                                                                             | Bronze                                                                                             |
| Straße                 | Straße                                                                                                 | Straße                                                                                             | Straße                                                                                             |
| ---------------------- | --- | -------------------------------------------------------------------------------------------------- | -------------------------------------------------------------------------------------------------- |
| 0300 m Einzelsprint    | Jana Gegner SCC XSpeed Team Berlin                                                                     | Laethisia Schimek SV Blau-Gelb Groß-gerau                                                          | Mareike Thum ERSG Darmstadt                                                                        |
| 0500 m Sprint          | Mareike Thum ERSG Darmstadt                                                                            | Jana Gegner SCC XSpeed Team Berlin                                                                 | Sabine Berg RSV Blau-Weiß Gera                                                                     |
| 01000 m Massenstart    | Jana Gegner SCC XSpeed Team Berlin                                                                     | Mareike Thum ERSG Darmstadt                                                                        | Sabine Berg RSV Blau-Weiß Gera                                                                     |
| 05000 m Punkte         | Sabine Berg RSV Blau-Weiß Gera                                                                         | Mareike Thum ERSG Darmstadt                                                                        | Jana Gegner SCC XSpeed Team Berlin                                                                 |
| 05000 m Punkte-Auss.   | Jana Gegner SCC XSpeed Team Berlin                                                                     | Sabine Berg RSV Blau-Weiß Gera                                                                     | Mareike Thum ERSG Darmstadt                                                                        |
| Langstrecke            | | | |
| 21097,5 m Halbmarathon | Katja Ulbrich Bayreuther TS                                                                            | Tina Strüver SV Turbine Halle                                                                      | Sabine Berg RSV Blau-Weiß Gera                                                                     |
| 42195 m Marathon       | Katja Ulbrich Bayreuther TS                                                                            | Tina Strüver SV Turbine Halle                                                                      | Sabrina Rossow TSSC Erfurt                                                                         |
| 100 km                 | Sabrina Rossow TSSC Erfurt                                                                             | Irene Raab DAV Neu-Ulm                                                                             | Claudia Maria Henneken Kölner Rollmöpse                                                            |
| 1400 m Teamverfolgung  | Thüringen Jenny Peißker Josie Hofmann Sabrina Rossow Sandy Dinort Miriam Tittelbach Franziska Schubert | Bayern Melanie Bayrhof Petra Krach Ina Völker                                                      | Rheinland – NRW Claudia Maria Henneken Verena Papenfuß Lena Haucke Sandra Schüttler Barbara Scholz |
| 10000 m Teamzeitfahren | Thüringen Jenny Peißker Josie Hofmann Sabrina Rossow Sandy Dinort Julia Schmidt Theresa Reichert       | Rheinland – NRW Claudia Maria Henneken Verena Papenfuß Lena Haucke Sandra Schüttler Barbara Scholz | Bayern Melanie Bayrhof Petra Krach Ina Völker                                                      |

### Männer
| Distanz                | Gold                                                                                          | Silber                                                                                                  | Bronze                                                                                                  |
| Straße                 | Straße                                                                                        | Straße                                                                                                  | Straße                                                                                                  |
| ---------------------- | --------------------------------------------------------------------------------------------- | --- | --- |
| 0300 m Einzelsprint    | Matthias Schwierz FuT Geisingen                                                               | Etienne Ramali TGS Walldorf                                                                             | Felix Rijhnen ERSG Darmstadt                                                                            |
| 0500 m Sprint          | Etienne Ramali TGS Walldorf                                                                   | Matthias Schwierz FuT Geisingen                                                                         | Felix Rijhnen ERSG Darmstadt                                                                            |
| 01000 m Massenstart    | Scott Arlidge Bayreuther TS                                                                   | Felix Rijhnen ERSG Darmstadt                                                                            | Matthias Schwierz FuT Geisingen                                                                         |
| 10000 m Punkte         | Felix Rijhnen ERSG Darmstadt                                                                  | Scott Arlidge Bayreuther TS                                                                             | Etienne Ramali TGS Walldorf                                                                             |
| 10000 m Punkte-Auss.   | Felix Rijhnen ERSG Darmstadt                                                                  | Scott Arlidge Bayreuther TS                                                                             | Stefan Rumpus SSF Heilbronn                                                                             |
| Langstrecke            |                                                                                               | | |
| 21097,5 m Halbmarathon | Stefan Rumpus SSF Heilbronn                                                                   | Tobias Hecht RSV Blau-Weiß Gera                                                                         | Frederic Blau ERC Homburg                                                                               |
| 42195 m Marathon       | Stefan Rumpus SSF Heilbronn                                                                   | Tobias Hecht RSV Blau-Weiß Gera                                                                         | Sören Harder Halstenbeker TS                                                                            |
| 100 km                 | Pascal Ramali TGS Walldorf                                                                    | Paul Manstetten ISC Regensburg                                                                          | Dmytro Prokopchuk DAV Neu-Ulm                                                                           |
| 1400 m Teamverfolgung  | Thüringen Maximilian Odia Tobias Hecht Nils Fischer Marcel Prey Patrick Räthel Nico Wieduwilt | Sachsen Alexander Schuster Cornelius Rossbach Patrick Täubrecht Falko Quinger                           | Bayern Christian Kastenmeier Patrik Knopf Maximilian Koop Paul Manstetten Christian Reiser Wolfram Wied |
| 10000 m Teamzeitfahren | Thüringen Maximilian Odia Tobias Hecht Marcel Prey Patrick Räthel                             | Bayern Christian Kastenmeier Patrik Knopf Maximilian Koop Paul Manstetten Christian Reiser Wolfram Wied | Sachsen Alexander Schuster Cornelius Rossbach Patrick Täubrecht Falko Quinger                           |

## Deutsche Meisterschaften 2013
Die Deutschen Bahn-Meisterschaften im Inline-Speedskating wurden 2013 in Homburg, die Teamwettbewerbe in Hattingen und die Langstrecken-Meisterschaften in Leipzig (HM), Jüterbog (Marathon) und auf dem Lausitz-Ring (84 km) ausgetragen.

### Frauen
| Distanz                | Gold                                                                                     | Silber                                                            | Bronze                                                                               |
| Bahn                   | Bahn                                                                                     | Bahn                                                              | Bahn                                                                                 |
| ---------------------- | ---------------------------------------------------------------------------------------- | ----------------------------------------------------------------- | ------------------------------------------------------------------------------------ |
| 0300 m Einzelsprint    | Laethisia Schimek SV Blau-Gelb Groß-Gerau                                                | Jana Gegner SCC Skating Berlin                                    | Sabine Berg RSV Blau-Weiß Gera                                                       |
| 0500 m Sprint          | Katharina Rumpus SSF Heilbronn                                                           | Sabine Berg RSV Blau-Weiß Gera                                    | Mareike Thum ERSG Darmstadt                                                          |
| 01000 m Massenstart    | Jana Gegner SCC Skating Berlin                                                           | Mareike Thum ERSG Darmstadt                                       | Katharina Rumpus SSF Heilbronn                                                       |
| 05000 m Punkte         | Mareike Thum ERSG Darmstadt                                                              | Tina Strüver SV Turbine Halle                                     | Sabine Berg RSV Blau-Weiß Gera                                                       |
| 05000 m Punkte-Auss.   | Mareike Thum ERSG Darmstadt                                                              | Sabine Berg RSV Blau-Weiß Gera                                    | Tina Strüver SV Turbine Halle                                                        |
| Langstrecke            |                                                                                          |                                                                   |                                                                                      |
| 21097,5 m Halbmarathon | Katja Ulbrich Bayreuther TS                                                              | Tina Strüver SV Turbine Halle                                     | Claudia Maria Henneken SSC Köln                                                      |
| 42195 m Marathon       | Katja Ulbrich Bayreuther TS                                                              | Tina Strüver SV Turbine Halle                                     | Claudia Maria Henneken SSC Köln                                                      |
| 84 km                  | Tina Strüver SV Turbine Halle                                                            | Sabrina Rossow TSSC Erfurt                                        | Irene Raab DAV Neu-Ulm                                                               |
| 1400 m Teamverfolgung  | Thüringen Anne-Sophie Günther Josie Hofmann Sabrina Rossow                               | NRW 1 Claudia Maria Henneken Karolina Kierzkowski Verena Papenfuß | NRW 2 Lena Haucke Silke Röhr Yvonne Wankerl                                          |
| 10000 m Teamzeitfahren | NRW 1 Claudia Maria Henneken Verena Papenfuß Karolina Kierzkowski Silke Röhr Lena Haucke | ThüringenJosie Hofmann Laura-Doreen Eichler Sabrina Rossow        | NRW 2 Linda Hönigl Carolin Hildebrandt Janine Vetter Yvonne Wankerl Katharina Zeuner |

### Männer
| Distanz                | Gold                                                                                             | Silber                                                                                           | Bronze                                                                          |
| Bahn                   | Bahn                                                                                             | Bahn                                                                                             | Bahn                                                                            |
| ---------------------- | ------------------------------------------------------------------------------------------------ | ------------------------------------------------------------------------------------------------ | ------------------------------------------------------------------------------- |
| 0300 m Einzelsprint    | Etienne Ramali SV Blau-Gelb Groß-Gerau                                                           | Tobias Hecht RSV Blau-Weiß Gera                                                                  | Toni Deubner SC DHfK Leipzig                                                    |
| 0500 m Sprint          | Etienne Ramali SV Blau-Gelb Groß-Gerau                                                           | Toni Deubner SC DHfK Leipzig                                                                     | Jann-Luca Zinser ERSG Darmstadt                                                 |
| 01000 m Massenstart    | Felix Rijhnen ERSG Darmstadt                                                                     | Etienne Ramali SV Blau-Gelb Groß-Gerau                                                           | Toni Deubner SC DHfK Leipzig                                                    |
| 10000 m Punkte         | Felix Rijhnen ERSG Darmstadt                                                                     | Victor Wilking SCC Skating Berlin                                                                | Jann-Luca Zinser ERSG Darmstadt                                                 |
| 10000 m Punkte-Auss.   | Felix Rijhnen ERSG Darmstadt                                                                     | Victor Wilking SCC Skating Berlin                                                                | Etienne Ramali SV Blau-Gelb Groß-Gerau                                          |
| Langstrecke            |                                                                                                  |                                                                                                  |                                                                                 |
| 21097,5 m Halbmarathon | Pascal Ramali SV Blau-Gelb Groß-Gerau                                                            | Patrick Täubrecht SC DHfK Leipzig                                                                | Michael Puderbach TuWi Adenau                                                   |
| 42195 m Marathon       | Stefan Rumpus SSF Heilbronn                                                                      | Pascal Ramali SV Blau-Gelb Groß-Gerau                                                            | Tobias Hecht RSV Blau-Weiß Gera                                                 |
| 84 km                  | Pascal Ramali SV Blau-Gelb Groß-Gerau                                                            | Toni Deubner SC DHfK Leipzig                                                                     | Sören Harder SCC XSpeed Team Berlin                                             |
| 1400 m Teamverfolgung  | Hessen Michael Emele Philipp Forstner Thimo Kießlich                                             | Thüringen Florian Drexler Felix Facklam Tobias Hecht Nicolas Leicher Maximilian Odia Marcel Prey | Sachsen Alexander Schuster Cornelius Rossbach Patrick Täubrecht Hendryk Winkler |
| 10000 m Teamzeitfahren | Thüringen Florian Drexler Felix Facklam Tobias Hecht Nicolas Leicher Maximilian Odia Marcel Prey | Hessen Michael Emele Philipp Forstner Thimo Kießlich                                             | Sachsen Alexander Schuster Cornelius Rossbach Patrick Täubrecht Hendryk Winkler |

## Deutsche Meisterschaften 2014
Die Deutschen Bahn-Meisterschaften im Inline-Speedskating wurden 2014 in Groß-Gerau, die Langstrecken-Meisterschaften in Hattingen (HM) und Bielefeld (Marathon) ausgetragen.

### Frauen
| Distanz                | Gold                                      | Silber                                    | Bronze                         |
| Bahn                   | Bahn                                      | Bahn                                      | Bahn                           |
| ---------------------- | ----------------------------------------- | ----------------------------------------- | ------------------------------ |
| 0300 m Einzelsprint    | Laethisia Schimek SV Blau-Gelb Groß-Gerau | Alisa Gutermuth ERSG Darmstadt            | Sabine Berg RSV Blau-Weiß Gera |
| 0500 m Sprint          | Laethisia Schimek SV Blau-Gelb Groß-Gerau | Sabine Berg RSV Blau-Weiß Gera            | Alisa Gutermuth ERSG Darmstadt |
| 01000 m Massenstart    | Sabine Berg RSV Blau-Weiß Gera            | Laethisia Schimek SV Blau-Gelb Groß-Gerau | Katharina Rumpus SSF Heilbronn |
| 05000 m Punkte         | Katharina Rumpus SSF Heilbronn            | Sabine Berg RSV Blau-Weiß Gera            | Tina Strüver SV Turbine Halle  |
| 010000 m Punkte-Auss.  | Sabine Berg RSV Blau-Weiß Gera            | Katharina Rumpus SSF Heilbronn            | Alisa Gutermuth ERSG Darmstadt |
| Langstrecke            |                                           |                                           |                                |
| 21097,5 m Halbmarathon | Alisa Gutermuth ERSG Darmstadt            | Sabine Berg RSV Blau-Weiß Gera            | Katja Ulbrich Bayreuther TS    |
| 42195 m Marathon       | Katja Ulbrich Bayreuther TS               | Tina Strüver SV Turbine Halle             | Sabine Berg RSV Blau-Weiß Gera |

### Männer
| Distanz                | Gold                                     | Silber                                   | Bronze                                   |
| Bahn                   | Bahn                                     | Bahn                                     | Bahn                                     |
| ---------------------- | ---------------------------------------- | ---------------------------------------- | ---------------------------------------- |
| 0300 m Einzelsprint    | Etienne Ramali SV Blau-Gelb Groß-Gerau   | Denis Dressel RSV Blau-Weiß Gera         | Matthias Schwierz Arena Geisingen        |
| 0500 m Sprint          | Etienne Ramali SV Blau-Gelb Groß-Gerau   | Matthias Schwierz Arena Geisingen        | Tobias Hecht RSV Blau-Weiß Gera          |
| 01000 m Massenstart    | Felix Rijhnen ERSG Darmstadt             | Etienne Ramali SV Blau-Gelb Groß-Gerau   | Tobias Hecht RSV Blau-Weiß Gera          |
| 10000 m Punkte         | Felix Rijhnen ERSG Darmstadt             | Philipp Forstner SV Blau-Gelb Groß-Gerau | Thimo Kießlich ERSG Darmstadt            |
| 10000 m Punkte-Auss.   | Felix Rijhnen ERSG Darmstadt             | Thimo Kießlich ERSG Darmstadt            | Philipp Forstner SV Blau-Gelb Groß-Gerau |
| Langstrecke            |                                          |                                          |                                          |
| 21097,5 m Halbmarathon | Philipp Forstner SV Blau-Gelb Groß-Gerau | Etienne Ramali SV Blau-Gelb Groß-Gerau   | Tobias Hecht RSV Blau-Weiß Gera          |
| 42195 m Marathon       | Philipp Forstner SV Blau-Gelb Groß-Gerau | Tobias Hecht RSV Blau-Weiß Gera          | Jan Struwe Halstenbeker TS               |